# 皇家盐湖城
皇家盐湖城（Real Salt Lake）位于美國犹他州，是盐湖城的美国职业足球俱乐部，球队2005年起成为美国职业足球大联盟的球队。球队现在的主场是力拓體育場。
球队名字中的real是来自西班牙语的单词，单词含义不同于英语。皇家盐湖城这个名字类似于一些西班牙足球俱乐部的队名，例如皇家马德里，皇家社会，皇家贝蒂斯。
鹽湖城球隊擁有人Dave Checketts，希望以皇家馬德里的成功，以及很清晰表明是發展「足球」，而決定選擇「皇家」這個名字。球隊的服飾受到了西班牙國家隊所影響。
球隊使用“皇家”为名遭到嘲諷及不滿。很多球迷認為球隊名字應該反映鹽湖區特色。不過NBA球隊猶他爵士也未遵從這個命名法（但犹他爵士是从外州迁来）。近來球隊與皇家馬德里創立了正式的關係。

## 历史
球隊首位主教練是John Ellinger，是前美國國家隊17歲以下的教練及美國足總Bradenton Academy的教练。
鹽湖城曾擁有美國足球乙級聯賽球隊Utah Blitzz，當皇家鹽湖城成立後亦隨之解散。Blitzz在經營最後一年贏尌USLSD's冠軍。該隊的主教練Chris Agnello被聘用為皇家隊助教，不過球季結束後離開球隊。
2005年，創辦了洛磯山脈杯。這項杯賽與科羅拉多急流及皇家盐湖城的對抗賽。除了洛磯山脈地區的世仇外，它亦與新加盟球隊美國芝華士成為世仇。這是直接地與兩隊之間的較量（也可能是同一年份加盟MLS而影響）；2006年11月17日，XanGo 宣佈以數百萬美元合約在球衣顯示公司的名稱。不到一個月，RSL 他們收購了年輕球員弗雷迪·阿杜以及從華盛頓聯隊換來了Nick Rimando，他們將Jay Nolly換走。

## 球场问题
2005，球隊決定在鹽湖城附近的桑迪市(Sandy, UT)建設足球專用球場。不過建造球場的資金卻難以搜集。2006年初的投票否決了資金籌集的提議。不過桑迪市長Tom Dolan說他不會放棄此項計劃。資金計劃亦被修訂，不過卻因為撥款問題於2006年下半年被否決。桑迪市的計劃由Checketts宣佈告終。Dave Checketts希望球隊留在猶他，2006年8月12日他卻想出售球隊，有多個城市有意收購球隊，包括紐約州羅徹斯特及聖路易斯。其他在州內有意建設新的球場。最終，Checketts決定給予球隊一個新計劃的期限，並討論各地區的計劃。最終剩下桑迪市及鹽湖縣。而球隊亦宣告建設新的球場(當時名為「桑迪球場」)。這個突破性發展，同時包括Xango Cup以前對皇家馬德里的熱身賽，在下午決定球隊領導層，包括了皇家盬湖城及皇家馬德里球員。8月15日鹽湖縣政府正式審托此項交易。

## 皇家马德里和青年足球学校
2006年9月，皇家鹽湖城及皇家馬德里簽署十年協議。在這個協議，包括每隔兩年在鹽湖城與皇家馬德里進行熱身賽。在二月，皇家盐湖城將前往西班牙在皇馬的訓練場練習，另外在鹽湖城花費2500萬美元設立足球訓練學校，最多可以讓200名12-18歲學生受訓。學校是共同運作，皇家馬德里會支付一半的費用，當中包括增加設施、住宿服務 等成為了真正的足球「青年軍」系統，目前紐約紅牛設有足球學校。因此，它是一個趨勢去發展青年軍系統。

## 洛磯山杯
隨著大聯盟在2005年擴展，皇家鹽湖地成為第二支位於洛磯山脈的球場。他們與科羅拉多急流創立了洛磯山杯。

## 电视和广播
電視轉播分別是FSN Utah及KSL。
電台廣播分別是KALL（英語）及KSGO "La Bonita" （西班牙語）。

## 球场
- 赖斯-埃克莱斯体育场 (2005年-2008年)
- 桑迪体育场 (2008年至今)

## 著名球员
- 弗雷迪·阿杜 (2007年—)
- 杰夫·库宁汉 (2006年—)
- 格瑞里克·斯科特 (2006年—)
- 克里斯·克莱恩 (2006年—)
- 杰森·科雷斯 (2005年—)
- 克林特·马蒂斯 (2005年)
- 埃迪·波普 (2005年—)
- 卡雷·塔利(2006年—)

## 主教练
- 约翰·埃林格（John Ellinger） (2005年—)

## 球队纪录
- 出场:  安迪·威廉姆斯, 55
- 进球:  杰森·科雷, 17
- 助攻:  杰夫·库宁汉, 11
- 0失球記錄： D.J. Countess及 Scott Garlick, 4
- 单赛季进球:  杰夫·库宁汉, 16 (2006年)
- 单赛季助攻:  杰夫·库宁汉, 11 (2006年)

只有MLS常规赛

## 历年战绩
| 年份   | 常规赛     | 季后赛   | 公开杯 | 中北美洲聯賽冠軍盃 | 北美超級聯賽 |            |
| ------ | ---------- | -------- | ------ | ------------------ | ------------ | ---------- |
| 2005年 | 西部第五名 | 未晉級   | 32强   | 32强               | 未晉級       | 2007年舉辦 |
| 2006年 | 西部第六名 | 未晉級   | 16强   | 16強               | 未晉級       | 2007年舉辦 |
| 2007年 | 西岸第六   | 未晉級   | 未晉級 | 未晉級             | 無法參與     |            |
| 2008年 | 西岸第三   | 半準決賽 | 未晉級 | 未晉級             | 未晉級       |            |
| 2009年 | 西岸第五   | 冠軍     | 未晉級 | 未晉級             | 未晉級       |            |
| 2010年 | 西岸第二   | 四強     | 未晉級 | 未晉級             | 未晉級       |            |

## 平均观众数量
常规赛/季后赛
- 2005年：18,037人/无季后赛资格
- 2006年：16,366人/无季后赛资格
- 2007年：15,960人/無季後賽資格

## 官方赞助商
XanGo公司